# Mouvement politique Sociaux-démocrates
Mouvement politique Sociaux-démocrates (en bulgare Политическо Движение Социалдемократи (Polititchésko dvijénié Socialdémokrati) - ПДСД/PDSD) est un parti politique bulgare de centre gauche, souvent allié à d'autres petits partis sociaux-démocrates.